# Necil Kazim Akses
Necil Kazım Akses (Istanbul, 6 mei 1908 - Ankara, 16 februari 1999) was een Turkse componist van klassieke muziek.

## Biografie
Akses kreeg zijn eerste muzikale scholing in zijn geboortestad. Hij bezocht het prestigieuze Istanbul Lisesi (gymnasium) en kreeg compositie- en harmonielessen van de componist Cemal Reşit Rey. Zijn resultaten waren van dien aard dat hij een beurs kreeg om in Oostenrijk te gaan studeren. Hij belandde op het conservatorium van Wenen, waar Joseph Marx zijn belangrijkste docent werd. Vervolgens studeerde hij in Praag bij Alois Hába en Josef Suk.
De nieuwe seculiere Turkse republiek van Atatürk zocht ook in muzikaal opzicht aansluiting bij Europa en terug in Turkije werd Akses een van de stichters van het nieuwe conservatorium in Ankara, waar Paul Hindemith zijn naaste collega werd.
Samen met Rey en met Ulvi Cemal Erkin, Ahmet Adnan Saygun en Ferid Alnar behoorde Akses tot de Turkse vijf, vernoemd naar de Russische vijf of het Machtige hoopje, de groep Russische componisten die in de negentiende eeuw de blik naar het Westen van Europa had gericht.
De Turkse vijf probeerden de invloeden van de Turkse traditionele muziek in de vormentaal en het instrumentarium van de westerse klassieke muziek te verankeren. Zijn muzikale taal werd sterk beïnvloed door zijn scholing bij Hába, waardoor zijn muziek moderner en dissonanter klinkt dan die van bijvoorbeeld Saygun of Erkin.
In 1949 koos Akses voor de diplomatieke dienst. Hij werd in 1954 cultureel attaché van de Turkse ambassade in Bern en vervulde van 1955 tot 1957 dezelfde post op de ambassade in Bonn. In 1971 was hij een van de oprichters van het Centre Mediterranéen de Musique Comparée et de Danse. Voor zijn werk voor de Turkse muziek ontving hij verschillende prijzen. Zo werd hij in 1963 door de Italiaanse regering benoemd tot  Cavaliére Ufficiale  en viel hem in 1971 een Turkse staatsprijs ten deel. In 1988 ontving Akses een eredoctoraat van de universiteit van Istanbul.

## Werk (selectie)
Akses heeft, ondanks zijn drukke werkzaamheden buiten de muziek, een groot en gevarieerd oeuvre nagelaten. Hij bleef tot in de jaren negentig componeren en schreef zowel orkest- als kamermuziek en opera's. Daarnaast liet hij een groot aantal patriottische werken na, waarvan sommige in opdracht van de overheid ontstonden.
Opera's
- "Mete" (Opera in één bedrijf) (Libretto: Yaşar Nabi Nayır) (1933)
- "Bayönder" (Opera in één bedrijf) (Libretto: Münir Hayri Egeli) (1934)
- "Timur" (Opera in vier bedrijven, onvoltooid) (Libretto: Behçet Kemal Çağlar) (1956)
- "Mimar Sinan (alleen het eerste bedrijf werd voltooid) (Libretto: Necdet Aydın en Necil Kâzım Akses (jaren tachtig)

Orkestwerken
- Symfonisch Gedicht (1932-33)
- Zomerse herinnering, ochtend aan de Bosporus (1932-33)
- "Çiftetelli" op.6 (Symfonische dans (1933
- "Bayönder Suite" (uit de opera "Bayönder") (1934)
- "De Citadel van Ankara" – Symfonisch gedicht - (1938-1942)
- "Ballade" (1947)
- "Twee antieke dansen (orkestversie)(1962)
- Symfonie no. 1 (1966)
- Scherzo over het volksliedje Itri’s Neva Kâr (1970)
- Concert voor orkest (1976-1977)
- Symfonie no. 2 (voor strijkorkest) (1978)
- Symfonie no. 3 (1979-1980)
- "Oorlog voor vrede, ter nagedachtenis van Atatürk" (1981)
- Symfonie no. 4 "Sinfonia Romanesca Fantasia" (voor cello solo en orkest) (1982-1984)
- Symfonie no. 5 Zo sprak Atatürk("Sinfonia Rhetorica" voor tenor solo, gemengd koor, kinderkoor, orgel en orkest) (1988)
- Symfonie no. 6 "Ölümsüz Kahramanlar" (Onsterfelijke helden) (voor bariton, gemengd koor en orkest (alleen het eerste deel werd voltooid, 1992)

Vocale muziek
- "Poëzie en muziek" (voor bas-bariton en orkest) (1935)
- Symfonisch epos Voor het vijftigste jaar van onze republiek voor sopraansolo, koor en orkest (1973)
- "Parade van solisten" (uit de opera "Timur") (1974)
- "Lyrisch gedicht van een Divan" (voor tenor en orkest) (1976)

Soloconcerten
- "Gedicht" (cello en orkest) (1946)
- Vioolconcert (1969)
- Altvioolconcert (1977)
- "Idylle" (voor cello en orkest) (1981)

Kamermuziek
- "Allegro Feroce" (voor klarinet of saxofoon en piano) (1930)
- Introductie en Fuga voor strijkkwartet(1930-31)
- "Gedicht" (voor viool en piano) (1930)
- Sonate voor fluit en piano (1933)
- "Drie gedichten" (voor mezzosopraan en strijkkwartet) (1933)
- Strijktrio (1945)
- Strijkkwartet no. 1 (1946)
- Strijkkwartet no. 2 "Elegie" (1971)
- Strijkkwartet no. 3 (1979)
- Strijkkwartet no. 4 (1990)

Liederen
- "Portretten I" (1964)
- "Muziek bij gedichten"/Portretten II (1975)
- Nee of ja? (1988)

Piano
- Preludes en Fuga's (voor piano)(1929)
- Vijf pianostukken (1930)
- Pianosonate (1930)
- "Miniaturen" (1936)
- Tien pianostukken (1964)

Koor
- Volksliedjes (1936)
- Tien volksliederen voor gemengd koor(1964)
- "Dichters toegewijd aan Istanbul'(1983)

Toneelmuziek
- Toneelmuziek bij "Julius Caesar" van Shakespeare (voor blazers) (1942)
- Toneelmuziek bij "Antigone" van Sofokles (voor blazers) (1942)
- Toneelmuziek bij "Koning Oidipus" van Sofokles (voor blazers en vrouwenkoor) (1943)